# بخش چاه‌مبارک
بخش چاه‌مبارک، یکی از بخش‌های شهرستان عسلویه در استان بوشهر ایران است. مرکز این بخش، شهر چاه‌مبارک است.

## تقسیمات کشوری
- بخش چاه‌مبارک
  - دهستان چاه‌مبارک
  - دهستان نایبند

شهر: چاه‌مبارک

## جمعیت
بر پایه سرشماری عمومی نفوس و مسکن در سال ۱۳۹۵، جمعیت بخش چاه‌مبارک برابر با ۱۷٬۷۰۳ نفر بوده‌است.